# 涙のさきに
「涙のさきに」（なみだのさきに）は、Crystal Kayの通算23枚目のシングルである。

## 概要
- 伊藤園「TULLY'S BARISTA'S SPECIAL」CMソング。
- アルバム「Color Change!」の1曲目としてのは本人曰く「この曲以外ありえない」ということで、すぐ決まった。

## 収録曲
1. 涙のさきに
  - 作詞：Emi K. Lynn／作曲：Shingo.S
  - 伊藤園「TULLY'S BARISTA'S SPECIAL」CMソング
2. Girl Move On
  - 作詞：Emi K. Lynn／作曲：Niv Davidovich・Charles Young・Rebecca Valadez
3. Dream World SOIDOG MIX
  - 作詞：Lisa Huang・Joey Carbone・Kiyo Tsurumi／作曲：Lisa Huang・Joey Carbone
4. 涙のさきに SOIDOG MIX
5. 涙のさきに INSTRUMENTAL